# 金澤克史
金澤克史(Katsushi Kanazawa　かなざわかつし)は日本の音楽家・ピアニスト。

## 経歴
武蔵野音楽大学卒業。1984年武蔵野音楽大学大学院修了。

タワーレコードオンラインよりCD発売・
ナクソスミュージックライブラリーより音源配信。

ウィハン弦楽四重奏団との共演は2014年現在で7回。

国際芸術連盟専門家会員(ピアノ)。

## CD
タワーレコードオンラインより発売。
- 第6回日本現代音楽展
- 【4】21世紀ピアノ音楽の領域
- 第7回日本現代音楽展
- 神長一康：室内楽作品集～Brise Douce
- 彩響～金澤克史　現代ピアノの世界～
- 彩響VOL.2：金澤克史：現代ピアノの世界

## 音源配信
ナクソスミュージックライブラリーより配信。
- 彩響 I - 金澤克史・現代ピアノの世界（金澤克史）
- 彩響 II - 金澤克史・現代ピアノの世界（金澤克史）

## 受賞歴
- 1982年 NHK洋楽オーディション 合格
- 1983年 東京文化会館主催 新人オーディション 合格
- 1985年 日本演奏連盟主催 新人オーディション 合格
- 1985年 家永音楽事務所主催 オーディション 合格
- 1999年度 国際芸術連盟音楽賞 受賞

## 参考
- PTNA後援コンサート　ウィハン弦楽四重奏団　金澤克史
- タワーレコードオンライン　金澤克史
- NAXOS MUSIC LIBRARY　金澤克史
- 国際芸術連盟　アーティスト